# The Pro
The Pro är ett amerikanskt one-shot seriealbum skrivet av Garth Ennis och Jimmy Palmiotti och tecknat av Amanda Conner. Den första upplagan gavs ut av Image Comics 2002, nya upplagor har getts ut fortlöpande. The Pro parodierar superhjältserier i allmänhet och DC Comics serier i synnerhet. Med grotesk humor leker Ennis med idén att en superhjälte inte behöver vara vetenskapsman, journalist eller ett magiskt väsen, utan lika gärna kunde vara en enkel, hårt arbetande människa från samhällets botten.

## Handling
En intergalaktisk väktare, The Viewer slår vad med sin följeslagare om att alla människor är potentiella superhjältar. För att bevisa tesen väljer The Viewer ut en försökskanin att för en tid få superkrafter. Den utvalda är en ung kvinna utan vare sig framtidsdrömmar eller heroiska tendenser. Hon är ensamstående mor, bor i ett nedgånget område i New Yorks utkanter och försörjer sig som servitris på dagtid och prostituerad om nätterna. En morgon vaknar hon med förmågan att flyga och oändlig styrka. Medan hon förvirrat försöker förstå vad som håller på att hända blir hon uppsökt av The League of Honor, jordens främsta sammanslutning av superhjältar som erbjuder henne att bli medlem. Motvilligt, men lockad av löftet att få generöst ekonomiskt tillskott antar hon erbjudandet.
De etablerade superhjältarna blir omgående chockade av att ha en cynisk, kedjerökande, vulgär och högst våldsbenägen nykomling med hett temperament i sina led. Efter att ha orsakat en skandal inför världens ögon i FN:s generalförsamling, tagits på bar gärning av The Saint att utnyttja sina superkrafter för egen vinning som sexarbetare och oavsiktligt dragit in den senare i ännu en offentlig skandal, blir hon avskedad. När terrorister hotar att spränga en kärnladdning på Manhattan får hon en ny chans. Mot löfte från League of Honor om att hennes son ska få en trygg framtid offrar hon sig genom att flyga den tidsinställda bomben ut i rymden. The Viewer jublar över att hans experiment fallit ut som tänkt, bara för att sekunden efteråt förintas av explosionen.
Senare upplagor innehåller en utökad berättelse om åtta sidor, kallad The Pro Vs The Ho.

## Kulturella referenser
The Pro driver främst med den klassiska, stereotypa superhjälten och den typiska avsaknaden av realism i genren.
De flesta medverkande i serien är parodier på karaktärer ur DC Comics universum som Stålmannen (The Saint), Wonder Woman (The Lady) och Batman & Robin (The Knight & Squire), de två senare delar t.om. namn med två verkliga DC-hjältar. Huvudpersonen The Pro, som aldrig nämns vid sitt riktiga namn, har i sin tur lånat drag av Power Girl. Självcensuren som kännetecknar många, speciellt amerikanska, mainstreamserier är ett återkommande komiskt element. The Pros grova språk, sexuella anspelningar och rättframma sätt gör de välartade superhjältarna förvirrade eftersom de inte är vana att höra något liknande. I några scener antyds att den enkla, obildade flickan från gatan är den som egentligen vet hur världen fungerar medan de ädla, närmast gudomliga superhjältarna lever i en bubbla avskärmad från verkligheten och i praktiken är tragiska parodier på sig själva.

## Tolkning i andra medier
- The Pro medverkar i det första av tre album i serien War of the Independents, en satirisk crossover med figurer från flera independentserier.[1]

- Amanda Conner och Jimmy Pamliotti återanvände enstaka bildrutor från the Pro i Power Girl Vol 2 som paret tecknade 2009-2010, t.ex. sekvensen där The Pro slår sönder sin väckarklocka på morgonen [2][3] och den föregående scenen på toaletten.[4][5]

- Palmiotti och Conner har gjort upprepade försök att filmatisera The Pro, både som animerad kortfilm och som spelfilm. Paret pitchade under 2009 en spelfilm med Sarah Silverman i titelrollen, även Ellen Muth tillfrågades[6][7]. En animerad demo finns tillgänglig på Youtube sedan 2010.

## Utgåvor
- The Pro (80 sidor, originalutgåva, inbunden. Juli 2002. ISBN 1-58240-275-2.)
- The Pro Oversized (72 sidor, inbunden, större format. November 2004. ISBN 1-58240-383-X.)
- The Pro (80 sidor, häftad. September 2007. ISBN 1-58240-850-5.)
- The Pro Oversized (72 sidor, häftad. Juni 2010.)
- The Pro (72 sidor, häftad. Maj 2012. ISBN 1-60706-555-X.)

### Webreferenser
ComicVine: The Pro (Character) 

Comics Recommended: The Pro by Garth Ennis review